# Jean-Pierre Fornier de Savignac
Jean-Pierre-Esprit Fornier de Savignac est un homme politique français du début du XIXe siècle.

## Biographie
Jean-Pierre Fornier de Savignac nait le 4 novembre 1764 à Ax-les-Thermes, dans le département de l'Ariège. Membre de la famille noble Fornier de Savignac, c'est le fils d'Esprit François Fornier de Savignac, seigneur d'Ascou, Sorgeat, Ignaux et de Savignac-les Ormeaux.
Celui-ci était délégué[réf. nécessaire] à l’Assemblée générale de la Noblesse tenue à Pamiers le 30 mars 1789 et fut emprisonné en 1793 au château de Foix, car royaliste. Jugé comme aristocrate dangereux, il fut emmené avec 60 autres condamnés, se faire guillotiner à Paris.
Il est également le frère du commandant de gendarmerie d'Ariège Jean François de Savignac-Castellet, chevalier de Saint-Louis lui aussi émigré.
Jean-Pierre Fornier de Savignac, ardent royaliste lui-aussi, émigre en 1792 en Espagne puis passe en Allemagne et s'engage dans les chevaliers de la couronne. De par là, il fait différentes campagnes contre les révolutionnaires puis passe sous dans le régiment de Rohan.
Après son retour en France, Jean-Pierre Fornier de Savignac devient grand propriétaire terrien et maître de forges à Celles. Maire de Savignac-les-Ormeaux, il est aussi préfet provisoire de l'Ariège du 14 juillet au 15 août 1815, nommé par le commandant civil et militaire du département le comte Raymond de Caldaguès.
Il reçut le duc d'Angoulême en Ariège et lui adressa le discours suivant :
" Son Altesse royal va être temoin de l'ivresse qu'elle inspire, elle va traverser notre département accompagné des bénédictions de tout les habitants accourus sur son passage.
Puisse son Altesse Royal être bientôt réunis à cette princesse héroïque et céleste  chère au francais par ses vertus et par le souvenir hélas trop douloureux des malheurs de cette princesse dont nous parlons tout les jours dans nos familles et dont nous ne parlons jamais sans verser des pleurs" ( p 286)
22 juillet 1815 il est par ailleurs décoré chevalier de la Légion d'honneur par le duc d'Angoulême, Louis Antoine d'Artois. Il est ensuite député de l'Ariège de 1815 à 1816, siégeant dans la majorité de la Chambre introuvable, qui à cette époque est composée d'ultras-royalistes.
Il est aussi le cousin de Jean-François Fornier de Clauselles, qui siège en même temps que lui dans la Chambre introuvable.
Jean-Pierre Fornier de Savignac meurt finalement le 7 septembre 1837 à Savignac-les-Ormeaux.